# Séno
Pour les articles homonymes, voir Seno.
Le Séno est une des 45 provinces du Burkina Faso située dans la région du Sahel. Son chef-lieu est Dori.

## Histoire
Depuis 2015, la région est régulièrement touchée par les violences des groupes jihadistes. En août 2021, quarante-sept personnes, dont trente civils, quatorze soldats et trois supplétifs de l'armée, sont tuées dans une attaque près de la commune de Gorgadji.

## Géographie

### Démographie
- 202 972 habitants en 1997
- 264 815 habitants en 2006
- Chef-lieu : Dori (17 675 habitants en 2005).

## Administration

### Départements

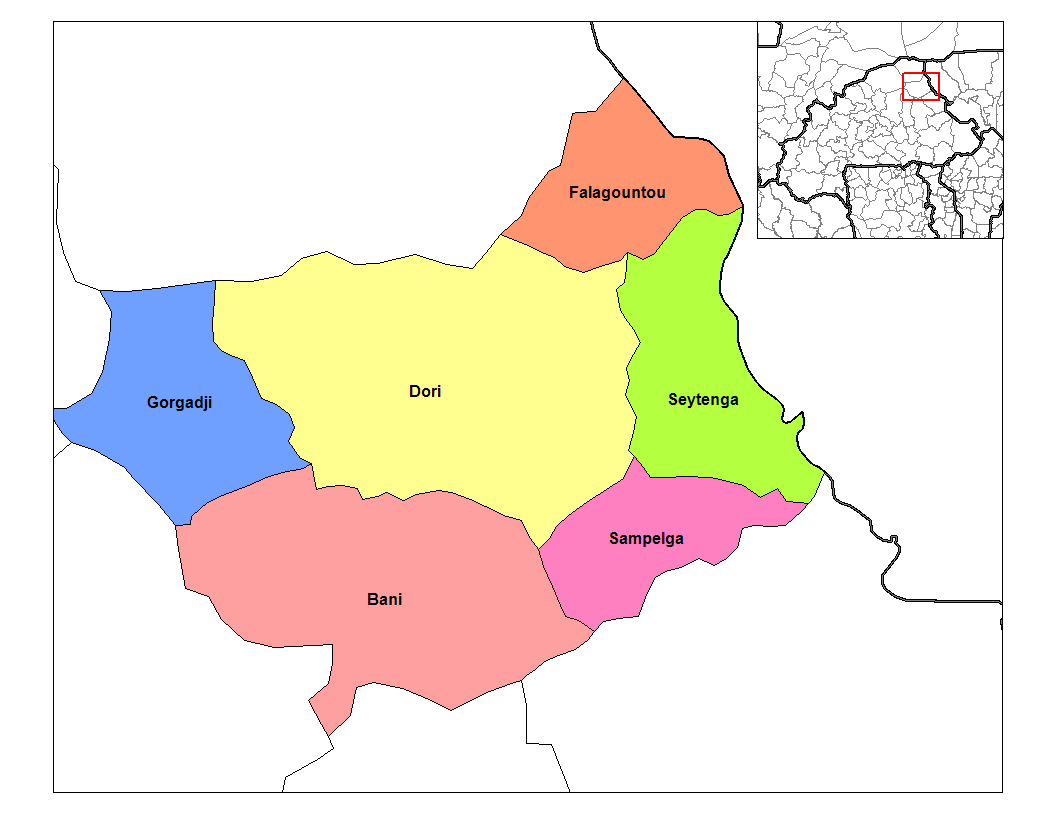
Départements du Séno.

La province du Séno comprend 6 départements :
- Bani,
- Dori,
- Falagountou,
- Gorgadji,
- Sampelga,
- Seytenga.